# 兵库县公馆
兵库县公馆（ひょうごけんこうかん）是日本兵庫県神戸市中央区的一座历史建筑。最初的用途作為兵庫縣廳的主樓使用。並在1985年起作為招待所和縣政府資料館使用。

## 历史
建于1899年（明治32年）-1902年（明治35年），設計者山口半六，原为兵庫県庁本庁舎。竣工時为日本最大地庁舎建築，反映神戸港当时的繁荣盛况。
第二次世界大战中，神戸遭空襲，该建筑仅存外墙，其余全部烧毁。1985年修复后以兵庫県公館之名开馆，改为美术馆、博物馆。残存的建筑外墙被列为登録有形文化財。目前館內陳列著金山平三、東山魁夷、横尾忠则等縣內相關藝術家的作品，包括小磯良平的作品《神戶，美國港灣》和比其大25倍的緙織壁毯。整個建築設有大型會議室和第一會議室用於舉辦藝術展覽。
每年1月17日舉辦阪神淡路大地震紀念儀式時，這裡通常是由縣政府主辦的追悼儀式的舉辦地點。

## 画廊

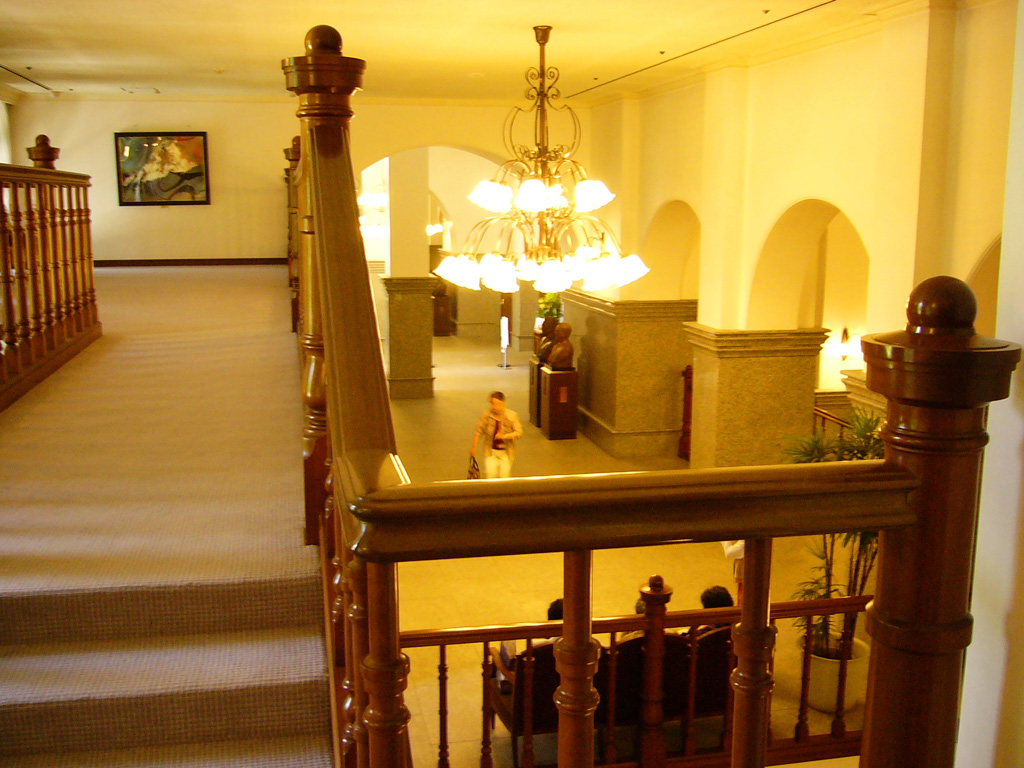
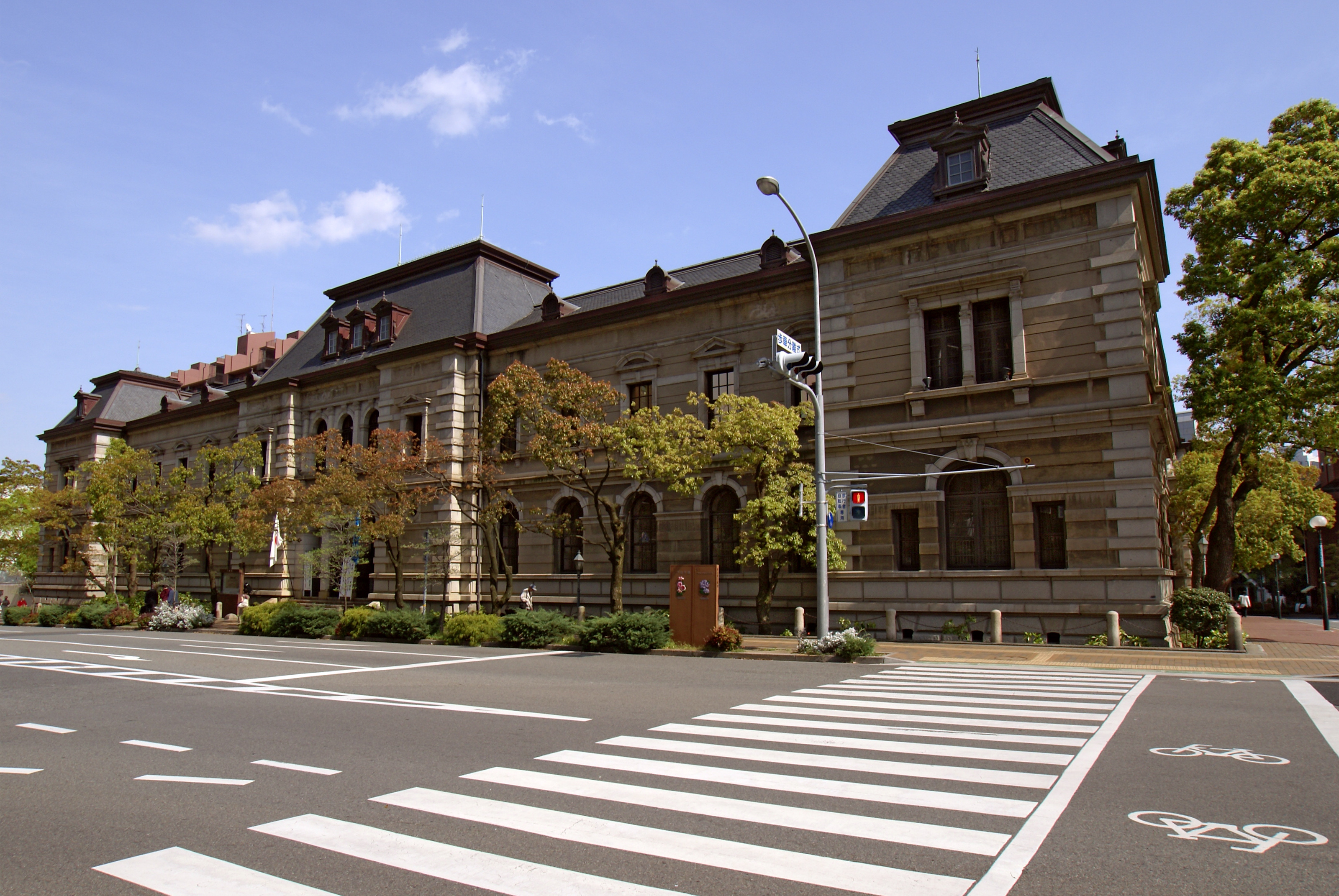
北面
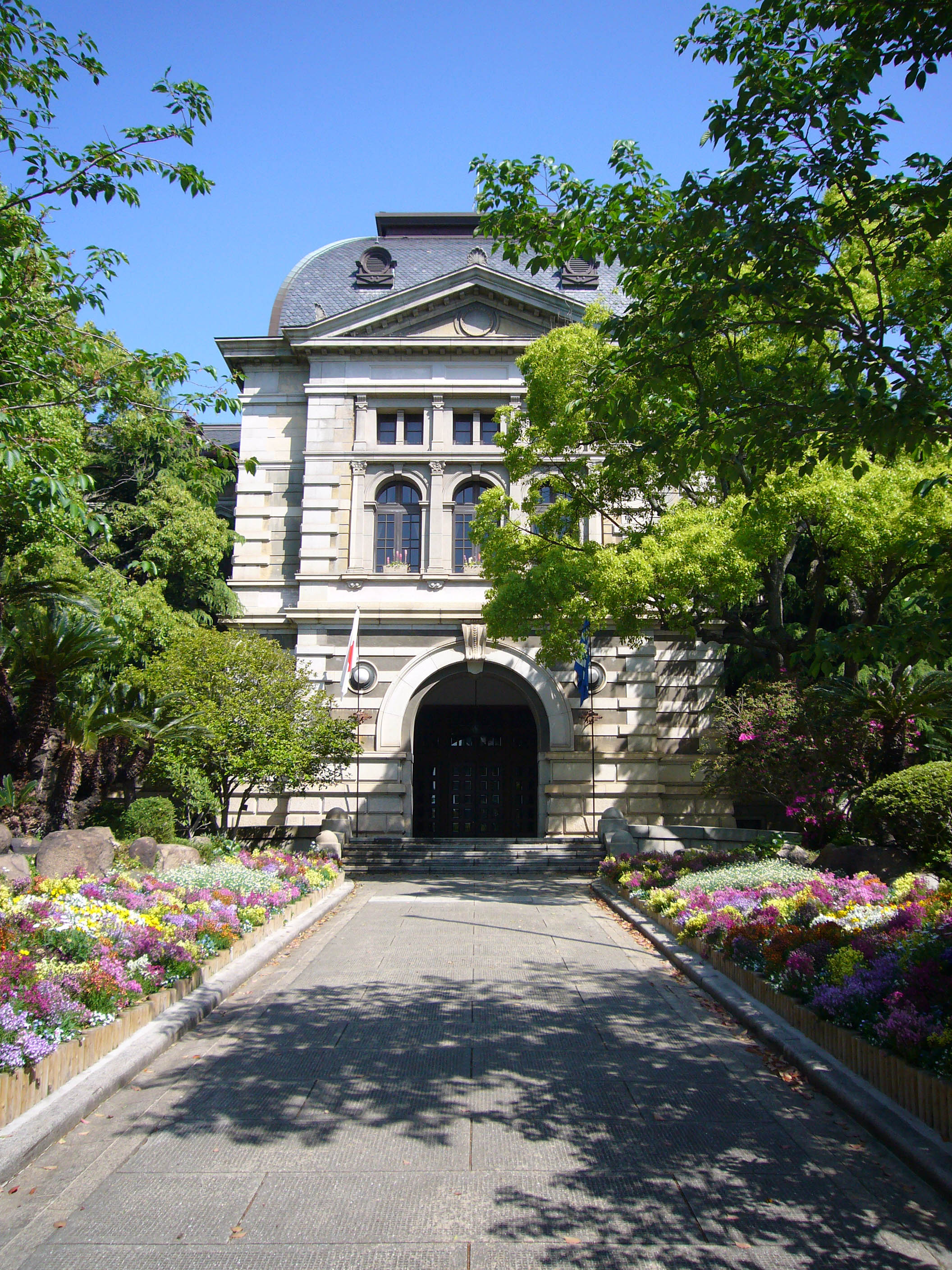
南玄関
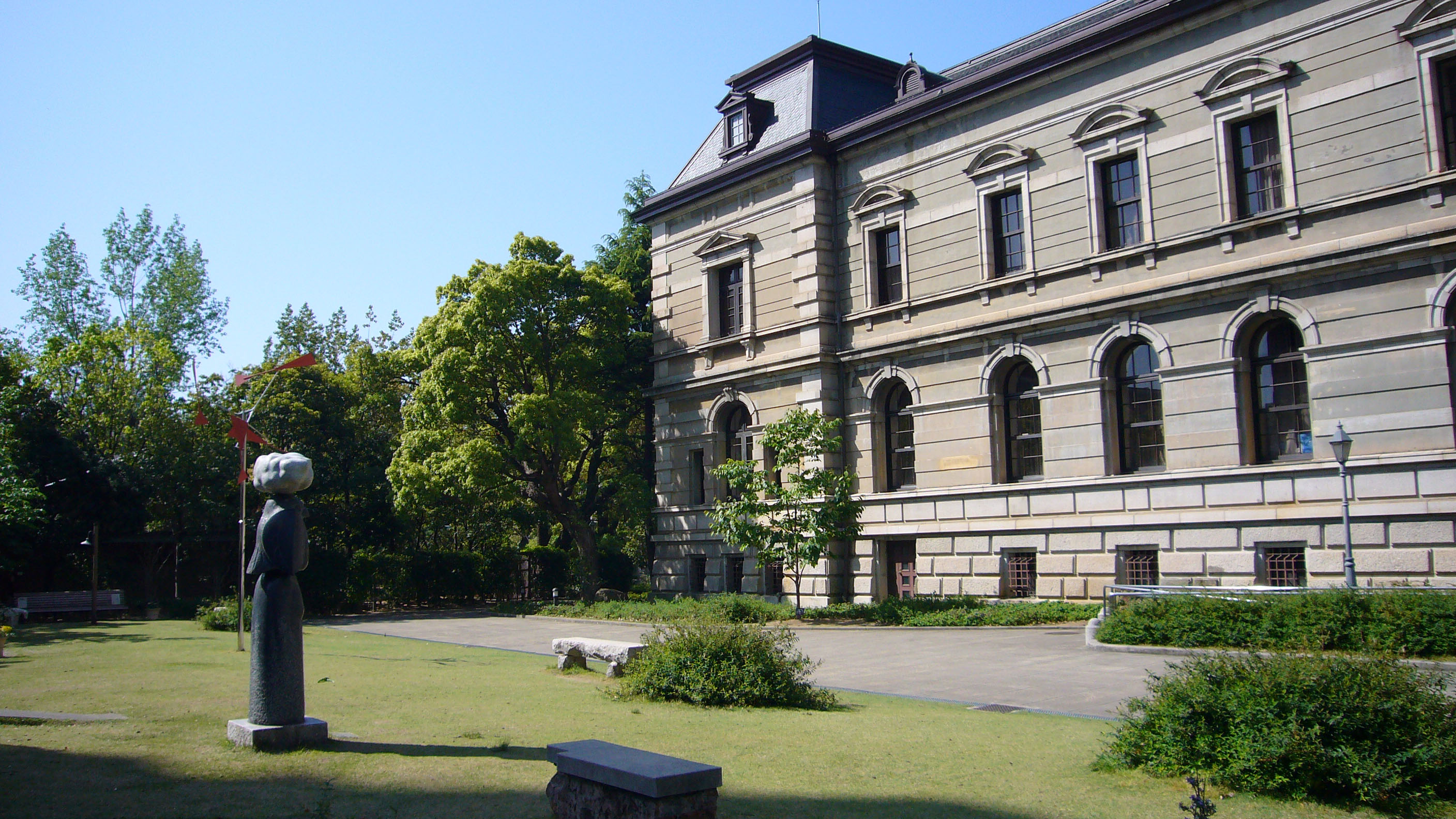
東側庭園
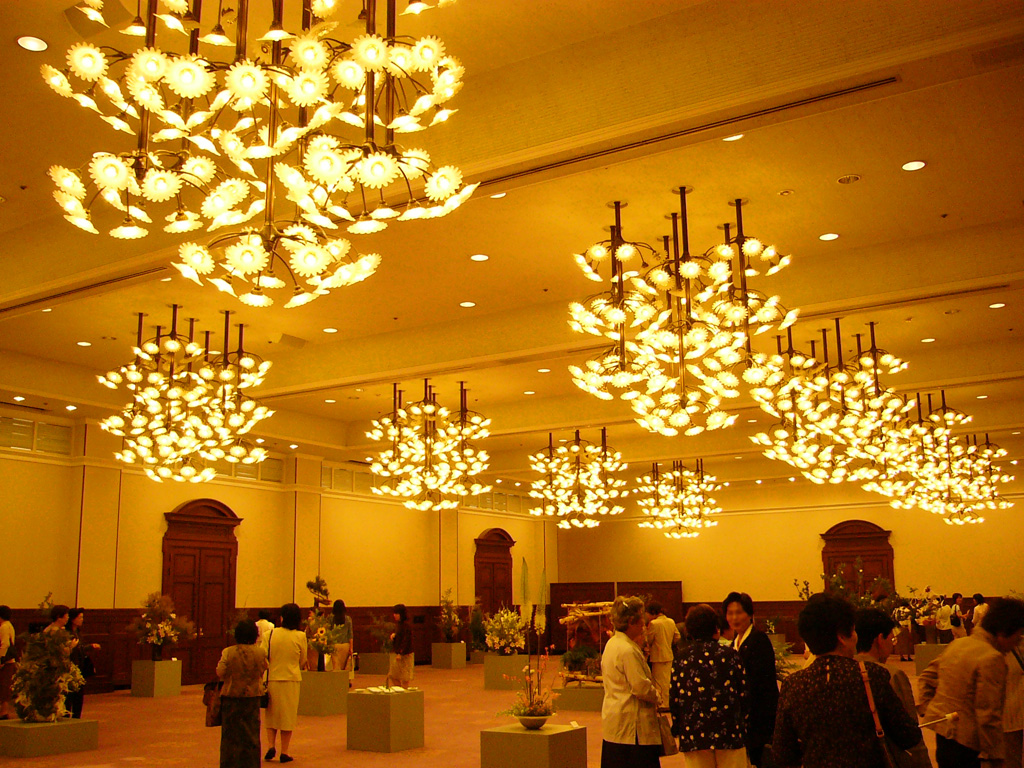
大会議室
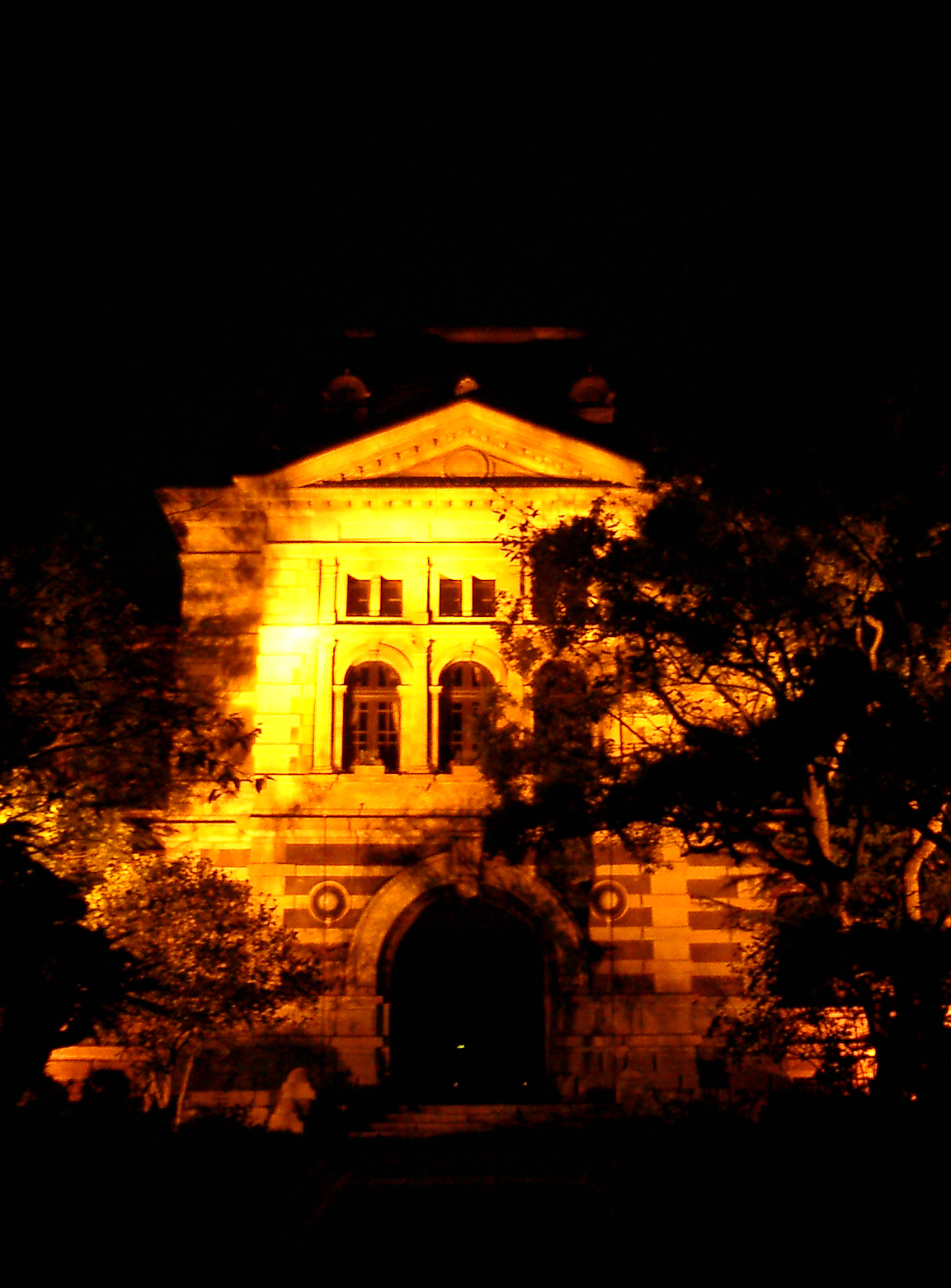
夜間南正門

## 外部連結
- 兵庫県公館 （页面存档备份，存于）